# Chalcostigma olivaceum
Chalcostigma olivaceum là một loài chim trong họ Trochilidae.